# Радовци (област Габрово)
 За другото българско село вижте Радовци (Област Велико Търново).  
Радовци е село в Северна България. То се намира в община Дряново, област Габрово.

## География
Село Радовци се намира в планински район.

## Население
Преброяване на населението през 2011 г.
Численост и дял на етническите групи според преброяването на населението през 2011 г.:
|                     | Численост | Дял (в %) |
| Общо                | 127       | 100,00    |
| Българи             | 115       | 90,55     |
| Турци               | 0         | 0,00      |
| Цигани              | 11        | 8,66      |
| Други               | 0         | 0,00      |
| Не се самоопределят | 0         | 0,00      |
| Неотговорили        | 1         | 0,78      |

## Забележителности
Черквата „Свето Богоявление“ е построена през 1868 година. Архитектурата на черквата е различна от класическия тип кръстокуполни църкви. Тя впечатлява с външния вид на балканджийска къща, адаптирана по-късно за черква с построяването на външна абсида за олтар, съчетана с килийно училище на втория етаж.